# Agelanthus microphyllus
Agelanthus microphyllus é uma espécie de planta hemiparasita da família Loranthaceae, nativa da Etiópia, Quénia e Tanzânia.

## Habitat / ecologia
A A. microphyllus cresce em espécies de Acacia em mata nativa e é uma espécie extremamente dispersa e incomum.